# Оганаван
Оганава́н (арм. Օհանավան) — село в Арагацотнской области.

## География
Село расположено на правом берегу реки Касах, в 5 км севернее от Аштарака, в 20 км южнее от Апарана и в 36 км северо-западнее от Еревана, рядом с сёлами Уши, Арташаван и Карби.

## История
Иван Шопен отмечал, что согласно сведениям из "Камерального описания", составленного в 1829-1831 годах, в селе Иоганна-ванк Абаранского магала Эриванской провинции проживало 229 человек, из которых 213 - армяне, переселившиеся из Персии после заключения Туркманчайского договора (1828) сторонами Русско-персидской войны (1826—1828), и 16 - армяне, переселившиеся из Османской империи после заключения Адрианопольского договора (1829) сторонами Русско-турецкой войны (1828-1829).
Часть жителей переселились в 1828-1831 годах из Макинского ханства Каджарской Персии.
По состоянию на 2006 год, из села курсировал автобус в Ереван, стоимость проезда в котором составляла 350 драмов.

## Экономика
В 2004 году Спасательная служба Армении закупила 15 противоградовых установок производства аргентинской фирмы «Сапоро» для защиты сельскохозяйственных угодий республики, в том числе и села Оганаван.

## Достопримечательности
В селе на краю ущелья реки Касах расположен средневековый монастырский комплекс. История монастыря довольно интересна, как интересен и сам монастырь. Первые постройки на его территории относятся еще ко временам Григория Просветителя, делая его одним из древнейших христианских монастырей на территории Армении, да и во всем мире. Правда с тех пор мало что сохранилось. Состоит монастырь из главной церкви (типа крестово-купольного зала), отличающейся тонкой проработкой деталей архитектурного декора (1216—1221 гг.), 1-нефной базилики (V век), позднее перекрытой сводом, и 4-столпного гавита (1248—1550 гг.) с ажурной 12-колонной ротондой над верхним световым проёмом (1274 год) и аркатурой на фасаде. Сохранились также крепостные стены с башнями, остатки сооружений XII—XIII вв., надгробия. Сейчас монастырь реконструируют. Кафедральный собор монастыря один из самых больших в Армении, но монастырь интересен конечно не только размерами, но и деталями, такими к примеру как барельеф с Христом и мудрыми да неразумными девами.

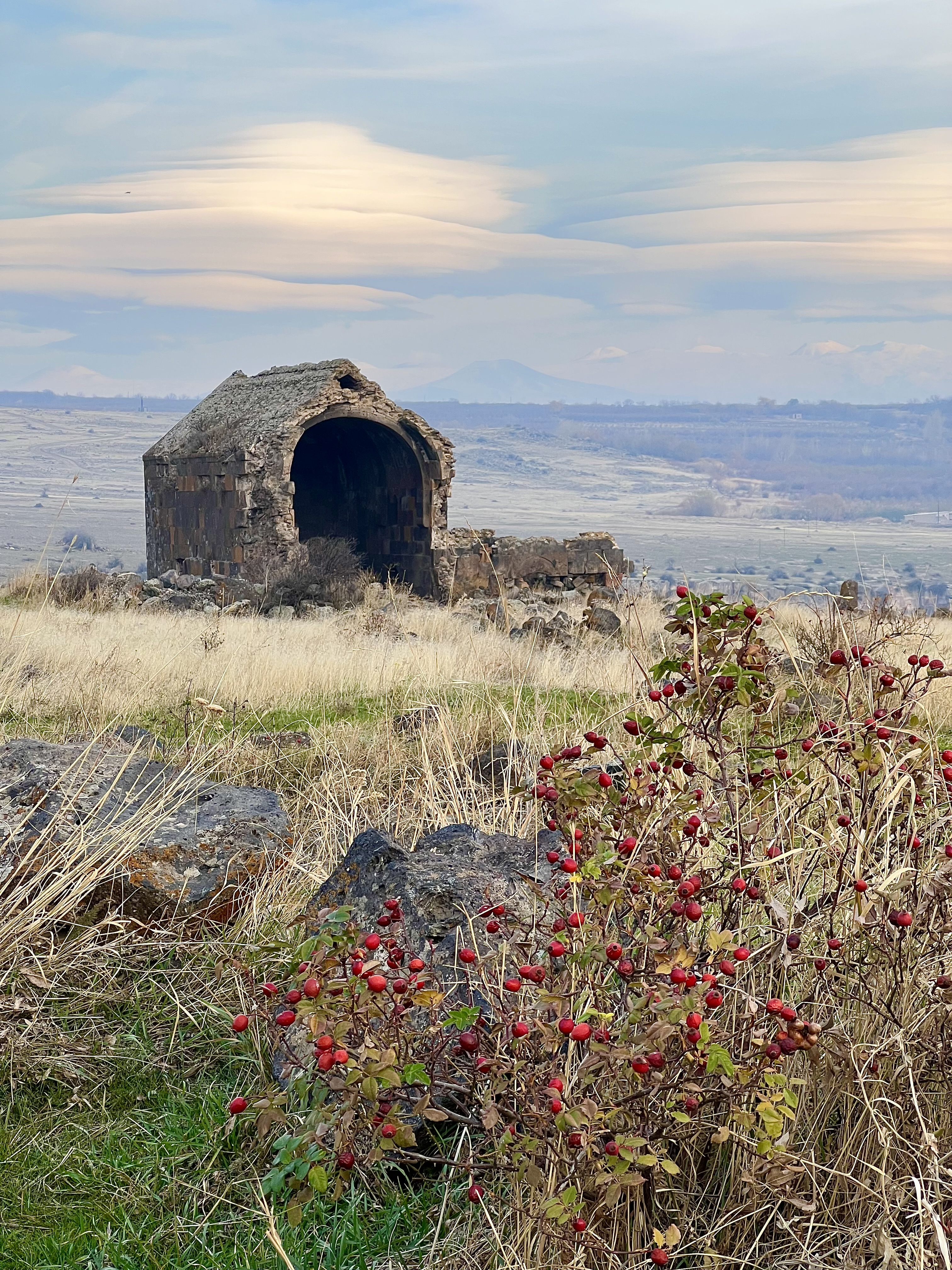
Останки Церкви Святого Григория Просветителя
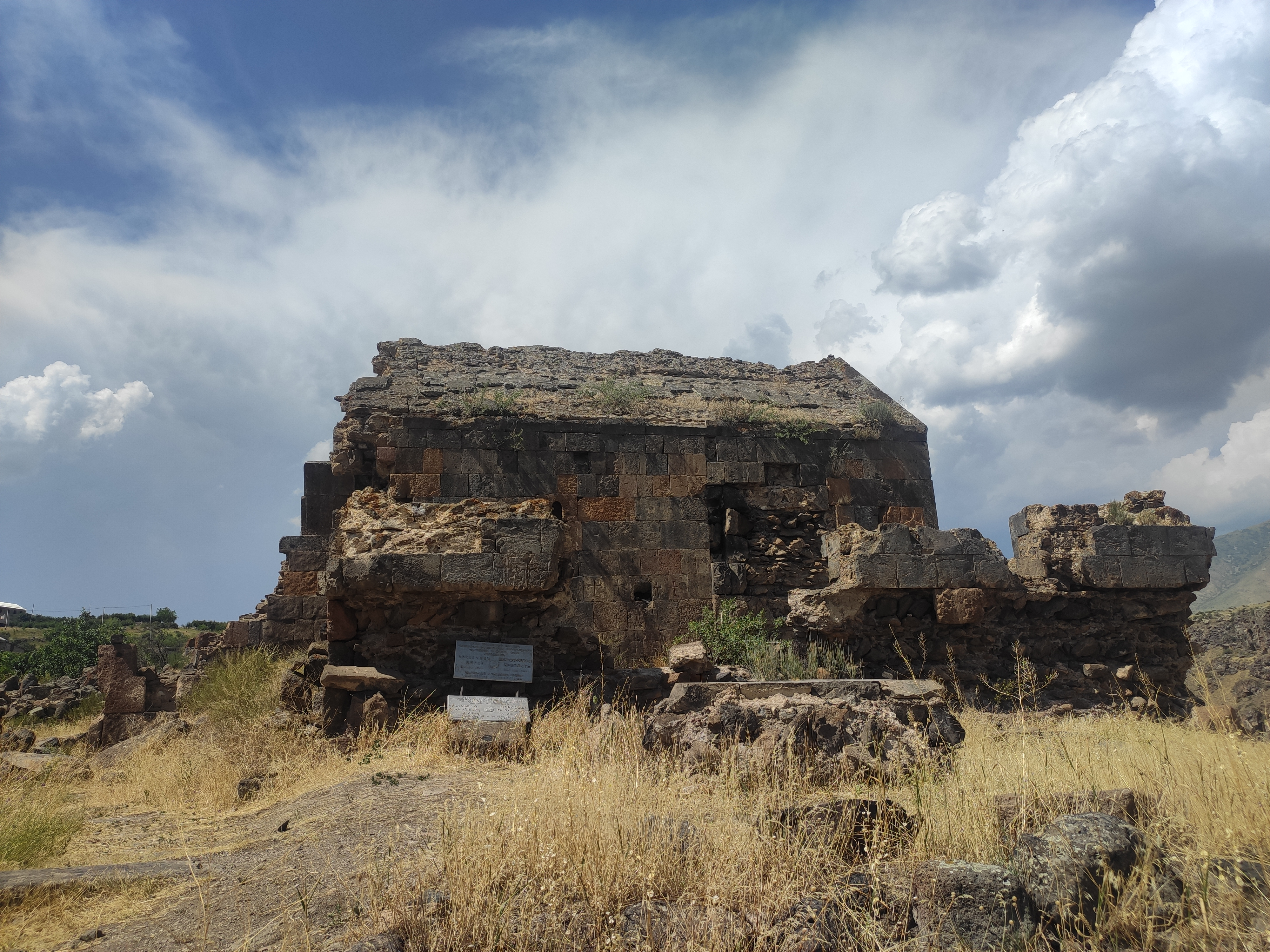
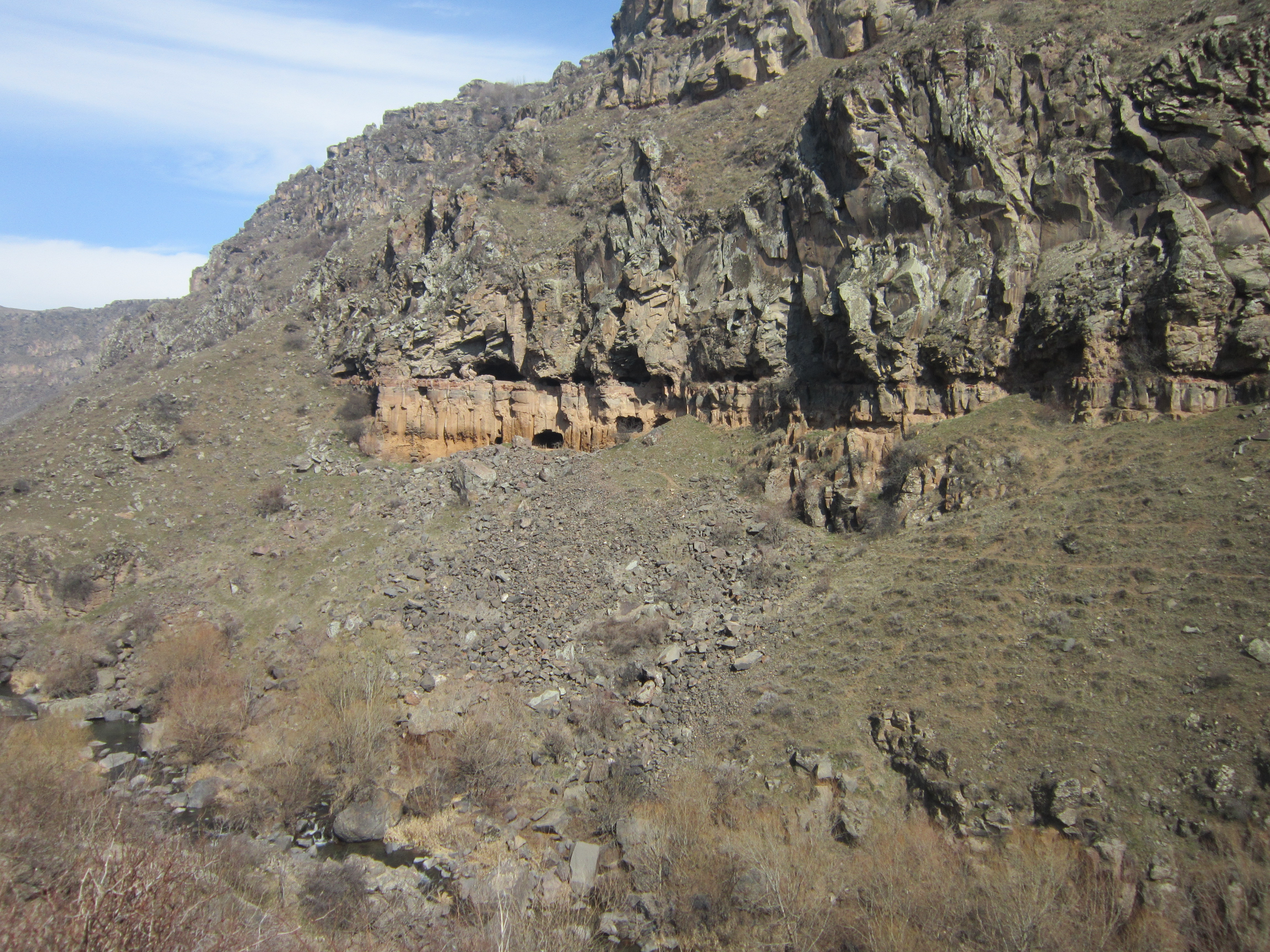
Кармир танкер
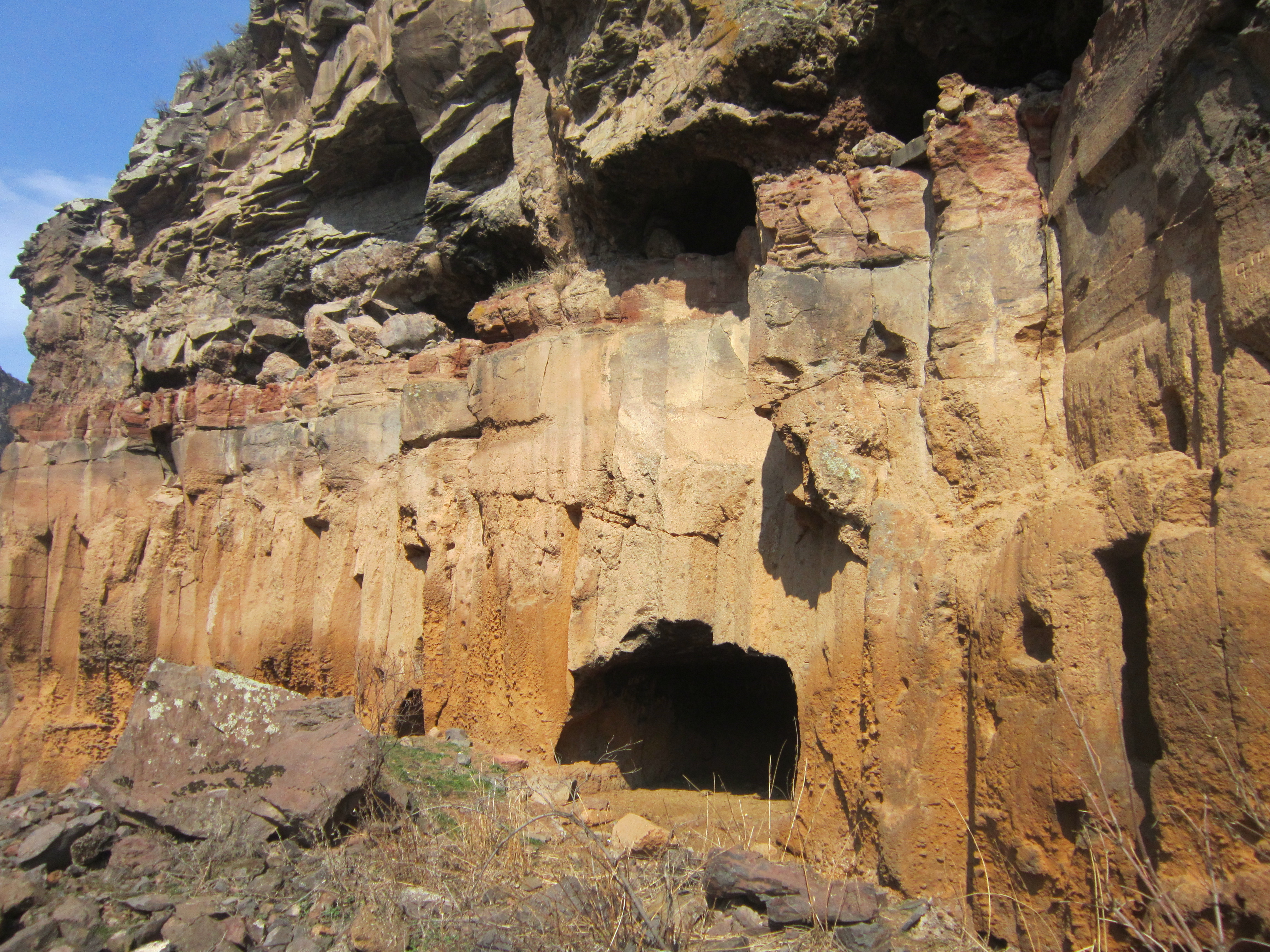
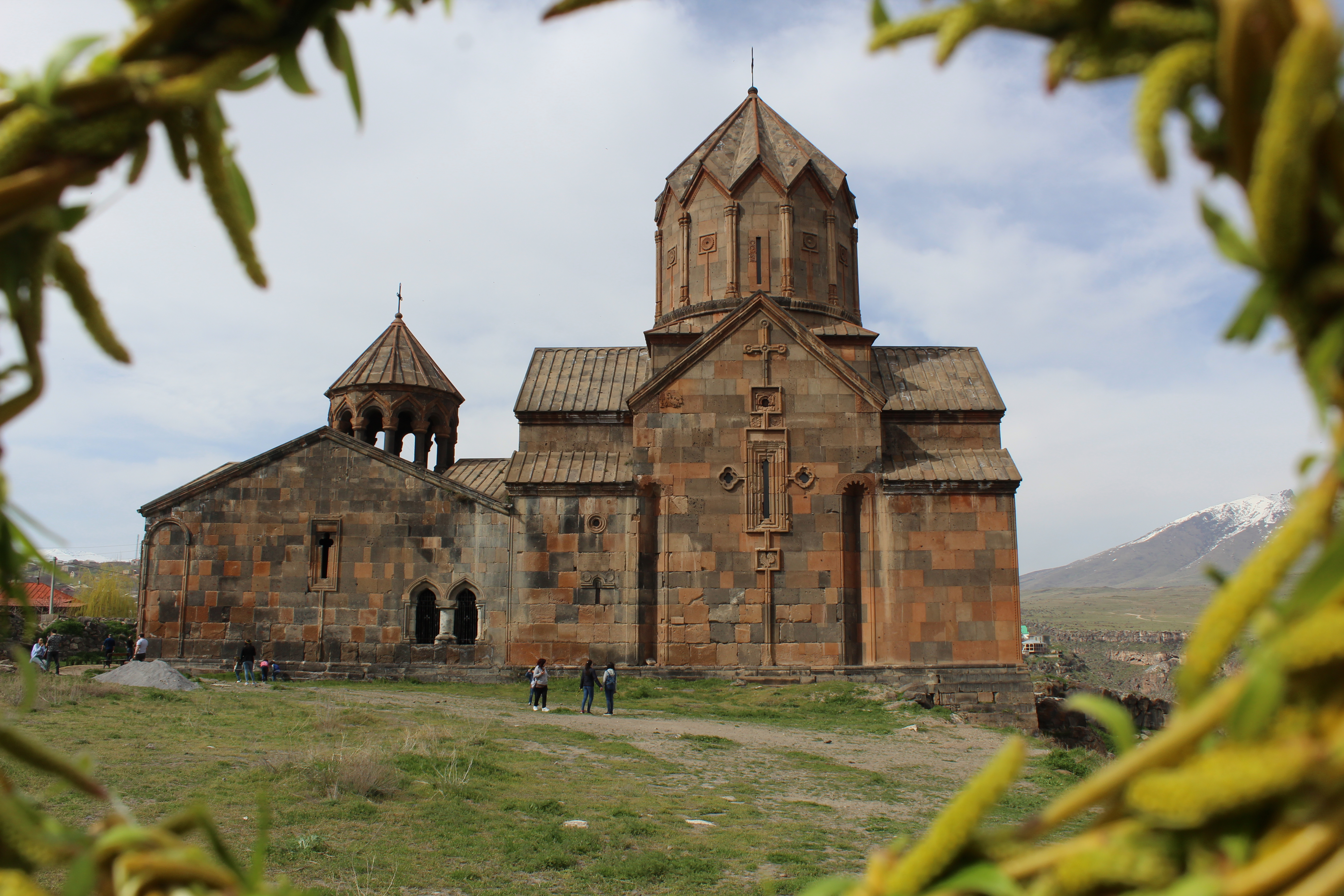
Монастырь Ованаванк, V-XIII века
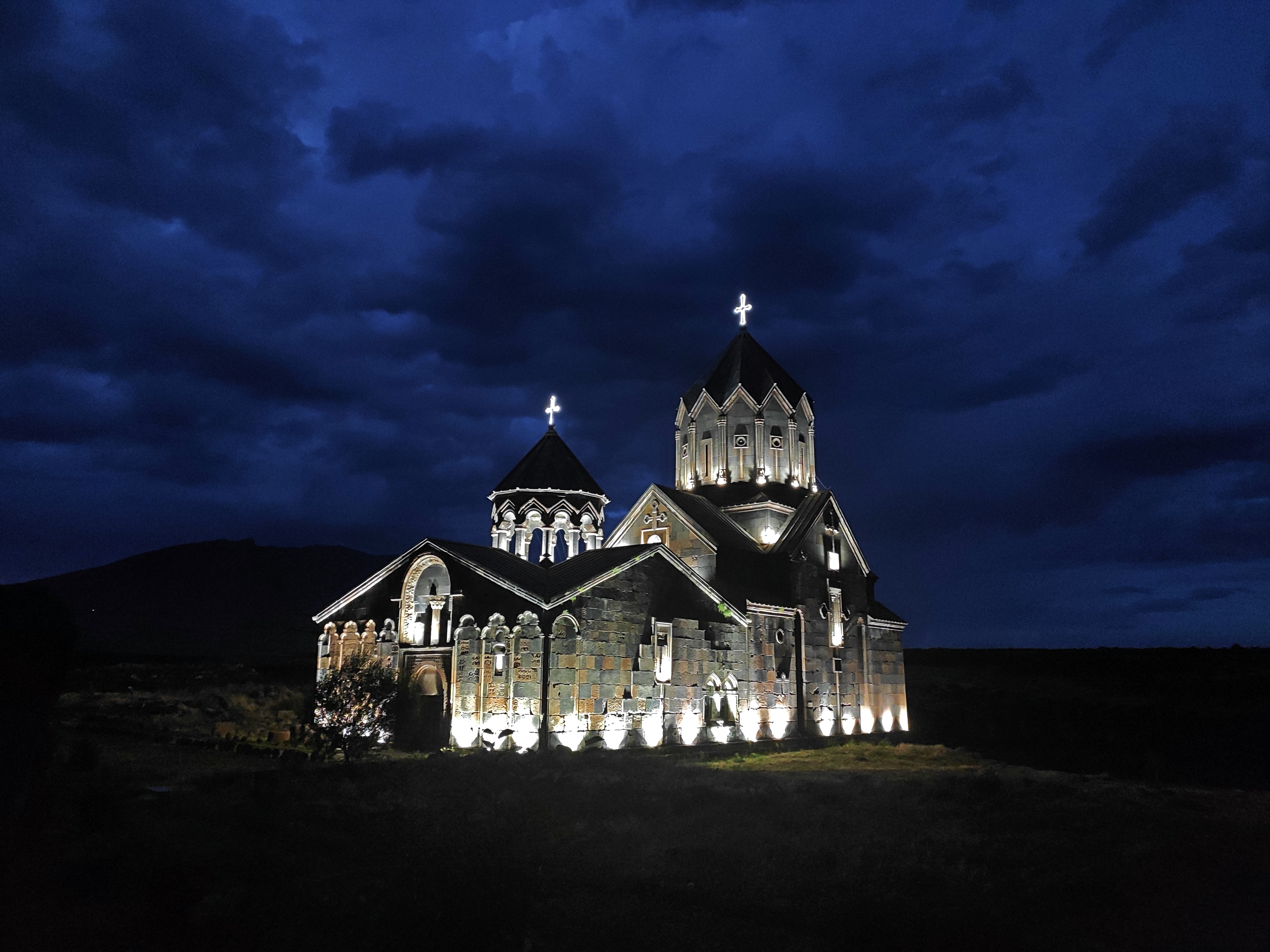
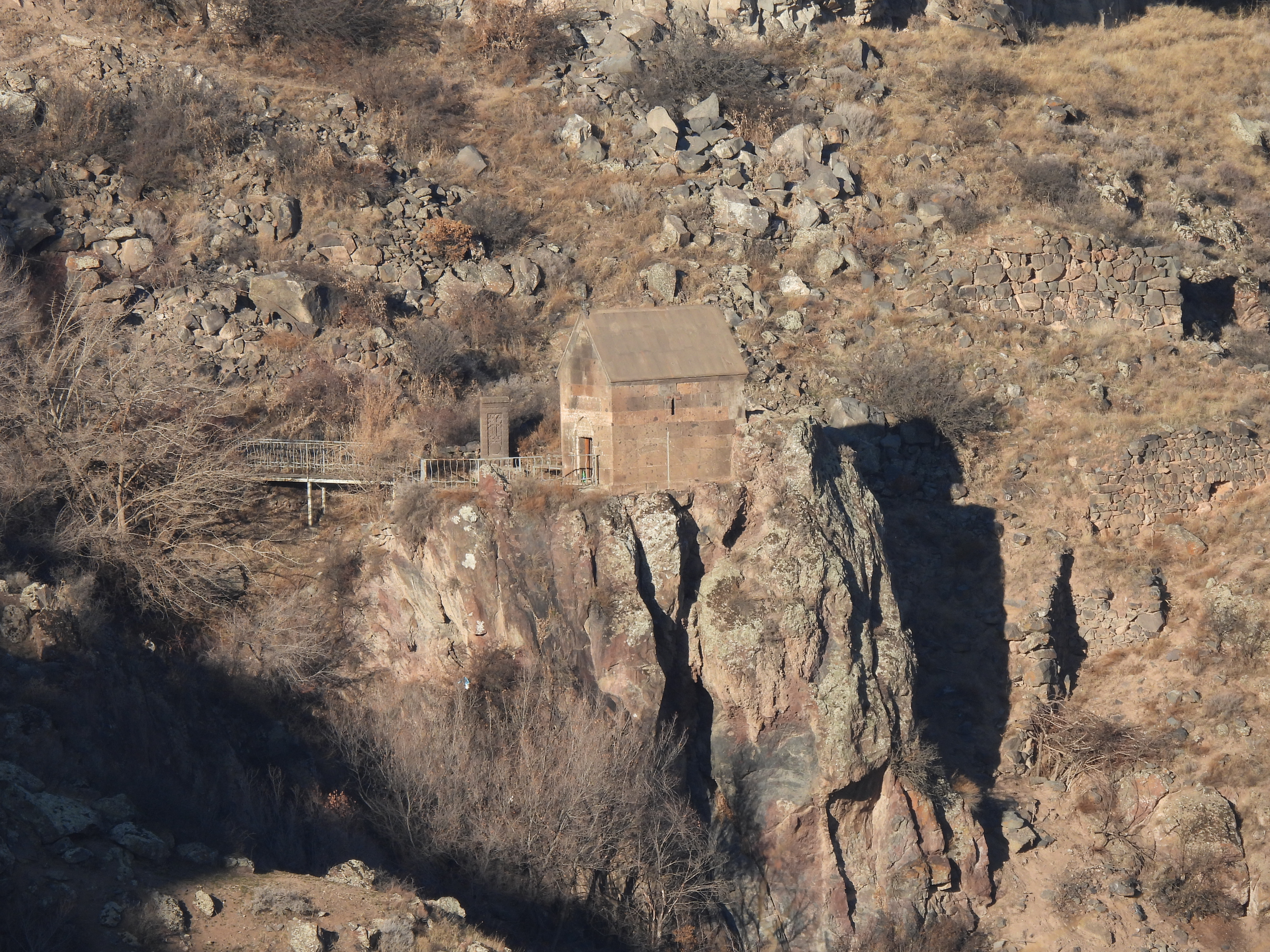
Церковь Святого Григория Просветителя